# Carl Aller

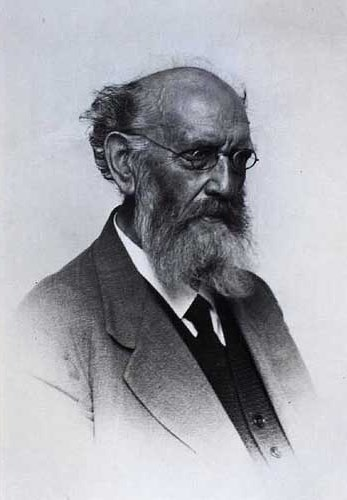
Carl Aller

Carl Julius Aller var grafiker och grundare av Allers förlag, nuvarande Aller Media. Han föddes i Köpenhamn 25 november 1845 och dog på Sophienholm vid Kongens Lyngby den 23 augusti 1926.
Aller var utbildad litograf och mycket intresserad av teknik. Aller utvecklade tryckteknik genom att föra över dem till en litografisk sten och var under lång tid den enda publicisten i Danmark som erbjöd illustreringar i nio färger. Som tidningsman var han idérik, och grundade 1874 Nordisk Mønster-Tidende och 1877 Illustreret Familie-Journal. Denna tidning, från 1879 utgiven i Sverige under namnet Illustrerad Familj-Journal och från 1894 Allers, blev snart ledande i Norden.
Han var från 1871 gift med Laura Aller, född Bierring.